# 中野尚弘
中野 尚弘（なかの なおひろ、旧姓：池田、1940年1月17日 - 2021年1月3日）は、元オリンピックバレーボール選手、バレーボール日本男子代表監督。中野蒲鉾店（長崎県の企業）代表取締役社長。

## 人物
佐賀県鹿島市出身。福岡大学卒業後、八幡製鐵に入社。
バレーボール日本男子代表選手として1964年東京オリンピックに出場、銅メダルを獲得し、1968年メキシコシティーオリンピックでは選手兼任コーチとして登録されて出場、銀メダルを獲得した。
指導者としては、日本が金メダルを獲得した1972年のミュンヘンオリンピックでは松平康隆監督の下で日本男子代表コーチを、1984年のロサンゼルスオリンピックでは代表監督、1992年バルセロナオリンピックでは総監督をそれぞれ務めた。
2021年1月3日、リンパ腫により死去。80歳没。

## 球歴
- 全日本代表としての主な国際大会出場歴
  - オリンピック - 1964年、1968年
  - 世界選手権 - 1962年、1966年
  - ワールドカップ - 1965年

## 受賞歴
- 1967年 - 第1回日本リーグ 優勝監督賞・最優秀選手賞・スパイク賞・ベスト6